# Окјепо Супериоре
Окјепо Супериоре (итал. Occhieppo Superiore) је насеље у Италији у округу Бијела, региону Пијемонт.
Према процени из 2011. у насељу је живело 2450 становника. Насеље се налази на надморској висини од 468 м.

## Становништво
Према резултатима пописа становништва 2011. у општини је живело 2.821 становника.
| 1931. | 1936. | 1951. | 1961. | 1971. | 1981. | 1991. | 2001. | 2011. |
| ----- | ----- | ----- | ----- | ----- | ----- | ----- | ----- | ----- |
| 1.678 | 1.689 | 1.890 | 2.303 | 2.441 | 2.649 | 2.812 | 2.882 | 2.821 |